# Pertorbació (ecologia)
En ecologia, una pertorbació és una alteració transitòria en un ecosistema, és a dir, tot allò que inicia, interromp o redirigeix el procés de la seva successió o regeneració. El foc, l'acció dels herbívors, la caiguda d'arbres, les inundacions, les llaurades, els esllavissaments, l'activitat volcànica i els atacs d'insectes són algunes de les causes de pertorbacions.

## Condicions
Sovint calen condicions específiques perquè es produeixin pertorbacions, que solen ocórrer com a part d'un cicle. Quan aquestes condicions estan influenciades pel clima (sequeres, inundacions, foc, etc.), les pertorbacions poden ser periòdiques.

## Dimensions
Les pertorbacions es poden analitzar en tres dimensions: espai, temps i magnitud.
1. Espai: es refereix a la localització i extensió de la pertorbació. La dinàmica d'una taca en la vegetació on s'ha produït una pertorbació és afectada per la seva extensió. Per exemple, l'efecte del foc sobre una zona de vegetació s'intensificarà segons la mida de les zones cremades; com més petita sigui la mida de les zones, més gran serà l'extensió de les vores amb zones no cremades i, per tant, més fàcil serà la colonització de l'espai per les plantes supervivents.
2. Temps: inclou època, predictibilitat i freqüència de la pertorbació. Per exemple, l'època de l'ocurrència de pertorbacions pot afectar diferents espècies de diferents maneres. Com més sovint es produeixin incendis, més petita és la seva extensió i magnitud, car s'acumula menys material combustible.
3. Magnitud: és la gravetat de l'esdeveniment, indicada pels seus efectes en els organismes. L'amplitud de la acció dels herbívors es pot avaluar pel grau de pèrdua de biomassa i depèn de la densitat d'herbívors en relació amb la disponibilitat d'aliment. L'escala de les observacions és important, car una pertorbació rarament és homogènia; el grau de selectivitat de tipus de comunitats, zones, plantes o parts de plantes individuals depèn del comportament de l'herbívor, per exemple.[1]